# Terbium(III)-oxid
Terbium(III)-oxid ist eine chemische Verbindung, genauer das Oxid von Terbium.

## Vorkommen
Terbium(III)-oxid kommt natürlich nicht vor. Es tritt jedoch gebunden als hochkomplexes Silikat z. B. im Gadolinit auf.

## Gewinnung und Darstellung
Terbium(III)-oxid kann nicht direkt aus Terbium und Sauerstoff gewonnen werden, da dabei braunes Terbium(III,IV)-oxid Tb4O7 entsteht. Es wird stattdessen durch kontrollierte Reduktion mit Wasserstoff aus diesem hergestellt.
{\displaystyle \mathrm {Tb_{4}O_{7}+H_{2}\longrightarrow 2\ Tb_{2}O_{3}+H_{2}O} }

## Eigenschaften

### Physikalische Eigenschaften
Wie von anderen schweren Lanthanoidoxiden sind von Terbium(III)-oxid zwei Kristallstrukturen bekannt. Die normalerweise stabile Struktur ist eine kubische defekte Fluoritstruktur (Bixbyit-Struktur) mit dem Gitterparameter a = 1072 pm. Diese kommt auch bei anderen Lanthanoidoxiden vor. Daneben ist noch eine monokline Struktur des Terbium(III)-oxids bekannt. Diese entsteht beim Auskristallisieren aus Terbiumoxid/Magnesiumoxid-Schmelzen.
Terbium(III)-oxid ist je nach Reinheit rein weiß bis cremefarben. Gläser mit Zusätzen an Terbium(III)-oxid lumineszieren.

## Verwendung
Reines Terbium(III)-oxid wird kaum bis gar nicht verwendet. Als Ausgangsstoff zur Herstellung von reinem Terbium wird Terbium(III,IV)-oxid Tb4O7 eingesetzt.